# Cardamine paucifolia
Cardamine paucifolia là một loài thực vật có hoa trong họ Cải. Loài này được Hand.-Mazz. mô tả khoa học đầu tiên năm 1931.